# 頰囊
頰囊（英語：Cheek pouch）是某些動物的兩頰內側皮膚上的一種口袋狀構造，可用來攜帶食物
。具有這些構造的動物包括某些松鼠和金花鼠，以及某些猴子，鴨嘴獸也有。

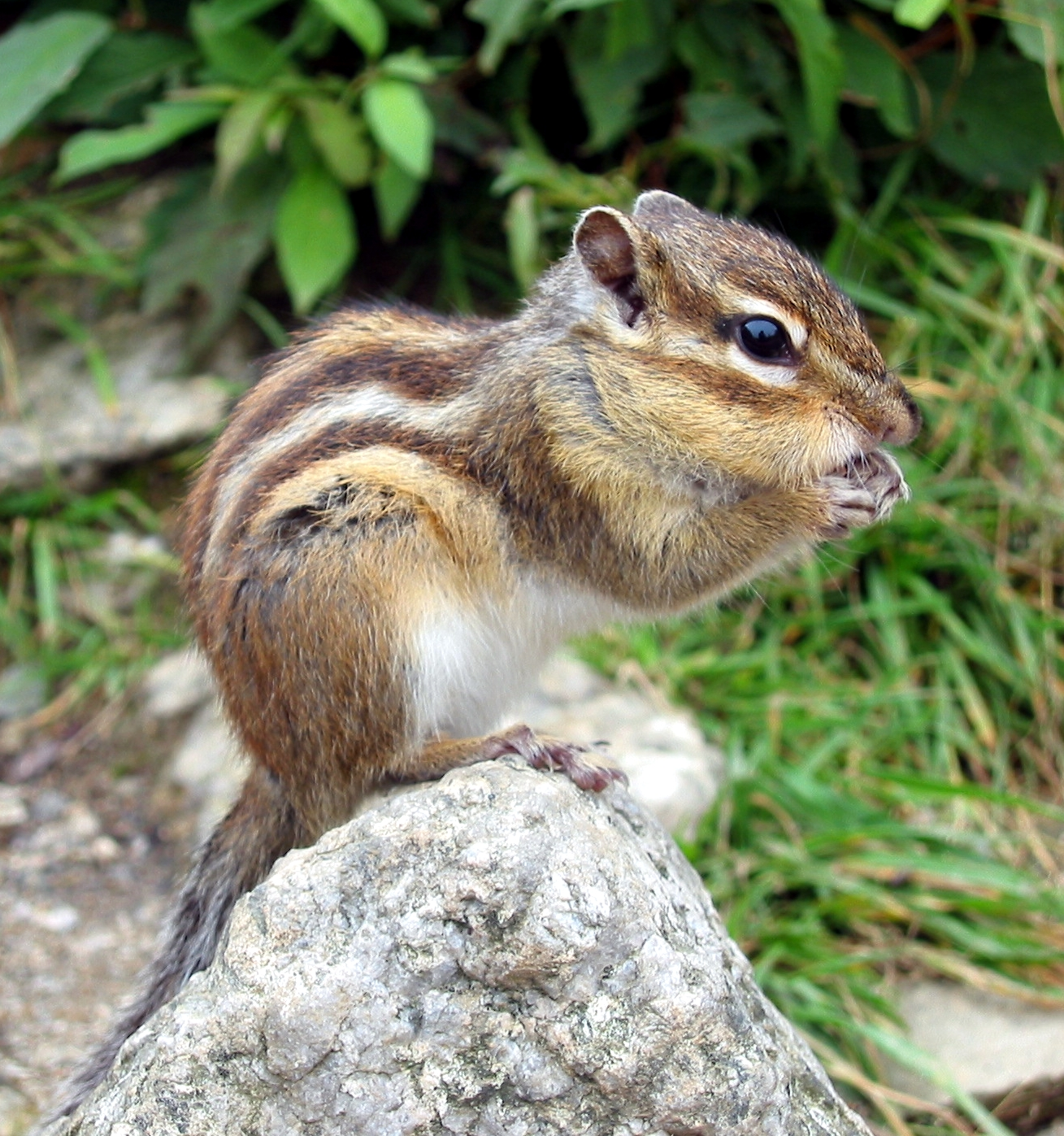
有頰囊的花慄鼠

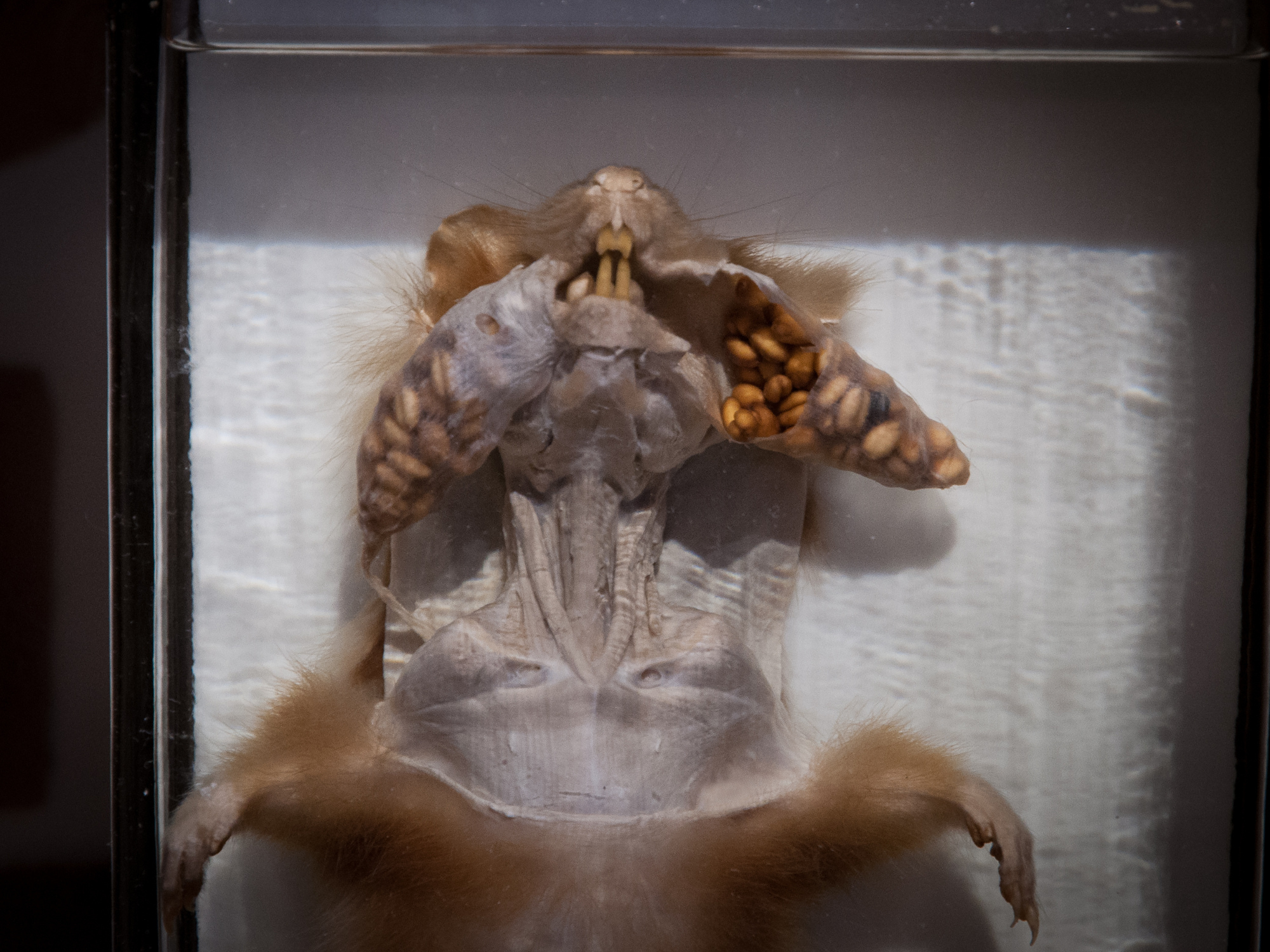
解剖后展示仓鼠的頰囊

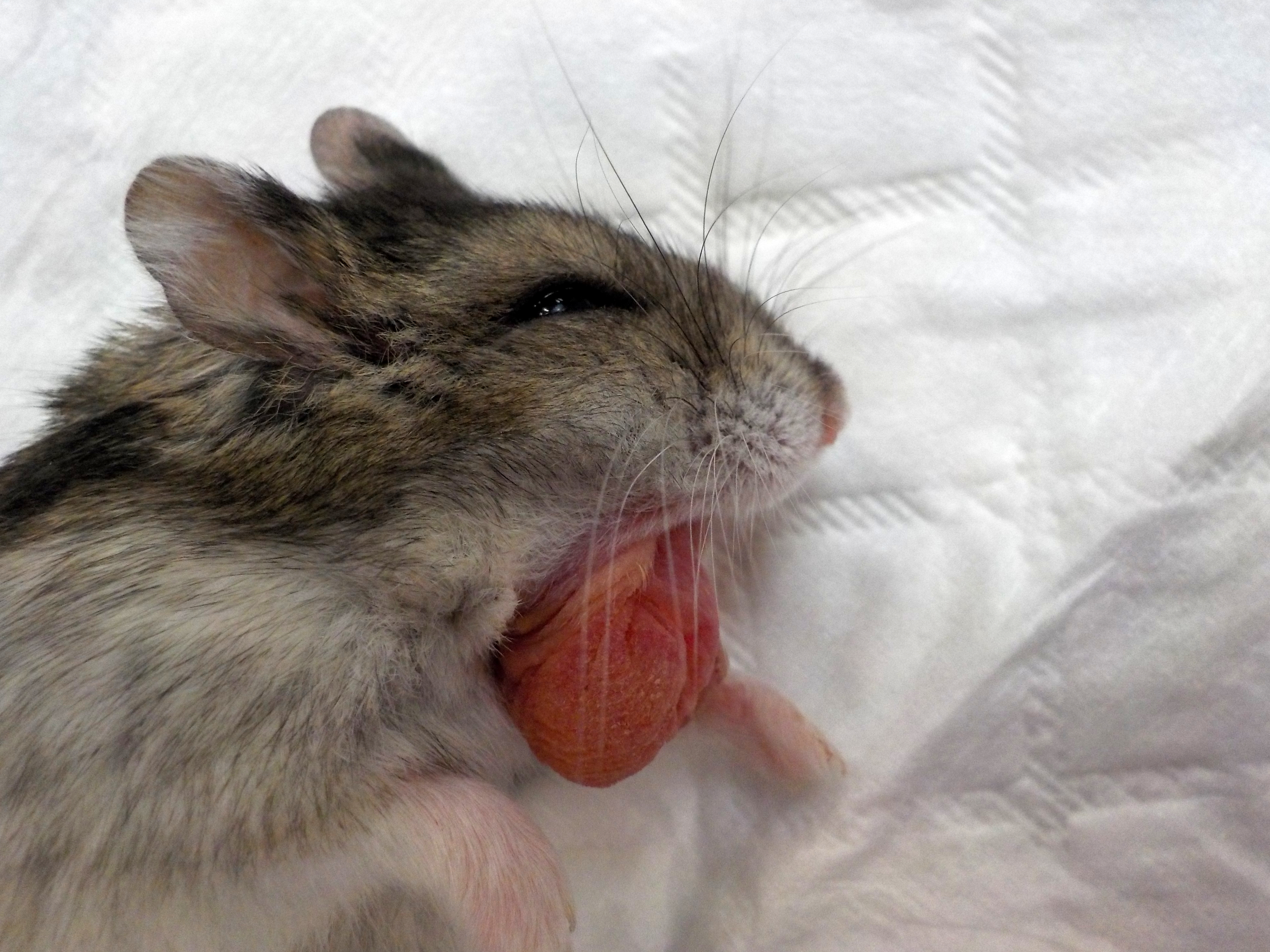
麻醉后被翻出来的頰囊